# Gunnar Wennerström
Gunnar Erik Emanuel Wennerström (Ör, 27 giugno 1879 – Stoccolma, 2 giugno 1931) è stato un pallanuotista svedese, vincitore di una medaglia di bronzo alle olimpiadi di Londra 1908.